# 小行星3679
小行星3679（3679 Condruses）是一颗绕太阳运转的小行星，为主小行星带小行星。该小行星于1984年2月24日发现。

## 轨道参数
小行星3679的轨道半长轴为2.1962132 UA，离心率为0.221。